# Dr.-Grauert-Brief
Der Dr.-Grauert-Brief ist eine Prüfvorlage aus der Norm ISO/IEC 10561 und wurde 1975 entwickelt. Der Brief besteht aus etwa 1450 Anschlägen einer 10 CPI großen Schrift, vergleichbar etwa mit der Schriftart Courier in 12 pt. Die Vorlage stellt einen Geschäftsbrief dar, wie er in den 1970er Jahren typisch war. Der Name leitet sich aus dem fiktiven Adressaten Herrn Dr. Grauert ab, an den der Brief sich wendet.

## Geschichte
Die Norm lag auch als DIN-Norm DIN ISO/IEC 10561 vor, welche 2009 zurückgezogen wurde.
Der Text des Dr.-Grauert-Briefes ist urheberrechtlich geschützt. Die Zeitschrift c’t, die regelmäßig Druckertests durchführt, hat eine dem Dr.-Grauert-Brief sehr ähnliche Druckvorlage entwickelt, den Dr.-Grünert-Brief, den sie ihren Lesern für eigene Tests zur Verfügung stellt.

## Ziel des Briefs
Die zugehörige Norm soll es ermöglichen, die Druckleistung von Druckern der Klassen 1 und 2 einfach und schnell zu vergleichen. Zu den Druckern der Klassen 1 und 2 gehören Typenraddrucker, Nadeldrucker, Tintenstrahldrucker und Thermodrucker.
Laserdrucker gehören zu den Druckerklassen 3 und 4. Diese Norm ist daher zum Vergleich der Druckleistung von Laserdruckern nicht geeignet.

## Versionen
Der Musterbrief wurde im Laufe der Jahre den aktuellen Geschäftsgepflogenheiten angepasst. Die letzte Änderung stammt vom Juli 2019, davor war die letzte Änderung im Mai 1999.

## Kritik
Trotz des Alters der letzten Normänderung beziehen sich einige Hersteller von Tonermodulen gern auf die Prüfvorlage aus dieser Norm. Die Prüfvorlage Dr.-Grauert-Brief weist nämlich einen Deckungsgrad von nur 2,8 Prozent auf. Wird die Kapazität von Tonermodulen nach dieser Vorlage angegeben oder mit dieser Vorlage getestet, entstehen Kapazitäten, die um das 1,8-fache höher liegen als bei Kapazitätsangaben, die mit der praxisnäheren Flächendeckung von fünf Prozent ermittelt wurden.